# علی الشریف
علی الشریف (انگلیسی: Ali Al-Shareef؛ زادهٔ ۱۸ آوریل ۱۹۸۹) بازیکن فوتبال اهل لیبی است.
از باشگاه‌هایی که در آن بازی کرده‌است می‌توان به باشگاه ورزشی المینا اشاره کرد.
وی همچنین در تیم‌های ملی فوتبال زیر ۲۳ سال لیبی، و لیبی، بازی کرده‌است.